# Pierre Trappeniers
Pour les articles homonymes, voir Trappeniers.
Pierre Trappeniers est un danseur et chorégraphe belge né à Bruxelles le 19 juillet 1734 et mort dans la même ville le 20 février 1794.

## Biographie
Maître à danser, fils de boulanger, il débute probablement comme figurant dans les ballets du Théâtre de la Monnaie. En 1767, Trappeniers est engagé comme maître à danser des pages de Charles-Alexandre de Lorraine. Dès 1773 au moins, il est intendant des bals et redoutes organisés au Grand Théâtre. Au carnaval de 1774, il compose le ballet qui termine la mascarade des Tableaux.
Devant le succès remporté par cette œuvre, Trappeniers est chargé, l'année suivante, de monter une série de cinq mascarades pour la cour, dont il compose les parties dansées, tandis qu'Ignaz Vitzthumb en est le maître de musique.
Les événements du carnaval de l'année 1775 sont étroitement liés à l'inauguration de la statue de Charles de Lorraine : les États de Brabant avaient en effet commandé à Mannheim une statue de bronze, à l'effigie du prince, qui arrive à Bruxelles par bateau le 5 janvier. Érigée aux « Bailles de la Cour » (l'actuelle place Royale), la statue est inaugurée en grande pompe le 17 janvier. Dans le prolongement de ces festivités, on assiste, du 29 janvier au 26 février, aux mascarades des Fous, des Sauvages des Indes, des Vendangeurs, des Matelots, et enfin à celle des Russes.
C'est aussi vers cette époque que Trappeniers publie son premier recueil de contredanses, suivi de près par un deuxième, dont la plupart des danses sont tirées des mascarades ou inspirées d'opéras à la mode. Son troisième recueil est annoncé dans la Gazette des Pays-Bas du 11 février 1779. Les trois recueils totalisent ensemble 41 contredanses, dont certaines évoquent des personnages de la scène bruxelloise (Les Trois Grâces ou La Vitzthumb) et d'autres des opéras connus (Le Barbier de Séville, La Belle Arsène, Le Marchand de Smyrne ou La Rosière).
À la mort de Charles de Lorraine, Trappeniers est repris, comme maître de danse, dans la pagerie des archiducs Marie-Christine et Albert, mais la révolution brabançonne de 1790 mettra un terme définitif à sa carrière de danseur.